# Роздолля (Краматорський район)
Роздо́лля — село Олександрівської селищної громади Краматорського району Донецької області, Україна. Населення становить 139 осіб.